# Amaia Aranzabal
Amaia Aranzabal (Bergara, Guipúscoa, 8 de desembre de 1963) és una muntanyenca basca. Va ser la primera dona basca de la història a ascendir a un vuitmil. Va arribar al Cho Oyu (8.201 m) el 16 de setembre de 1992 al costat del muntanyenc azpeitiarra Josu Bereziartua. Pocs dies després, Pilar Ganuza va conquerir-lo també (Ganuza es va convertir en la primera dona navarresa a aconseguir un vuitmil).
Amaia també va participar aquest mateix any en l'expedició a l'Everest.

Va començar la ruta amb el grup de muntanya "Pol-pol" de la seva ciutat, després es va unir al grup "Lagun onak" d'Azpeitia. Després d'escalar pels Pirineus i els Alps, va continuar ampliat el seu bagatge amb el seu viatge a l’ Himàlaia.
Està casada amb Josu Bereziartua i tenen dos fills, Ainhoa i Aintzel.